# Эк Нат Дхакал
Эк Нат Дхакал (непальск. एकनाथ ढकाल, англ. Ek Nath Dhakal, родился 13 августа 1974 в области Горкха, Непал) — непальский политик, состоящий в Семейной партии за объединение и мир, является руководителем Международной Ассоциацией парламентариев за мир. В Непальских парламентских выборах 2008 года его партия заняла одно место на голосовании по системе пропорционального голосования. Партия выбрала Дхакала в качестве своего представителя в парламенте. Партия действует в 57 из 75 избирательных округов.

## Биография
Дхакал закончил Трибхуванский университет в Катманду, где он изучал политические науки в течение двух лет после изучения социологии и антропологии в течение трех лет. Он женат на филиппинке Блесси Гадон Дхакал и у них четверо детей.

## Миротворческая деятельность
Эк Нат Дхакал был одним из ключевых лиц, организовавших Азиатско-Тихоокеанский саммит 2018 с 30 ноября по 3 декабря 2018 года в Катманду, Непал. По словам Дхакала, цель саммита заключалась в том, чтобы подчеркнуть успех Непала в мирном процессе и разработке конституции. Саммит стал одним из крупнейших мероприятий такого рода, организованных в Непале, а также самым обсуждаемым событием. Премьер-министр Непала Шарма Оли председательствовал и открывал саммит вместе с несколькими действующими главами государств и правительств. В ходе своей миротворческой миссии Дакал встретился со многими мировыми лидерами, главами государств и правительств, в том числе с Аун Сан Су Чжи. 

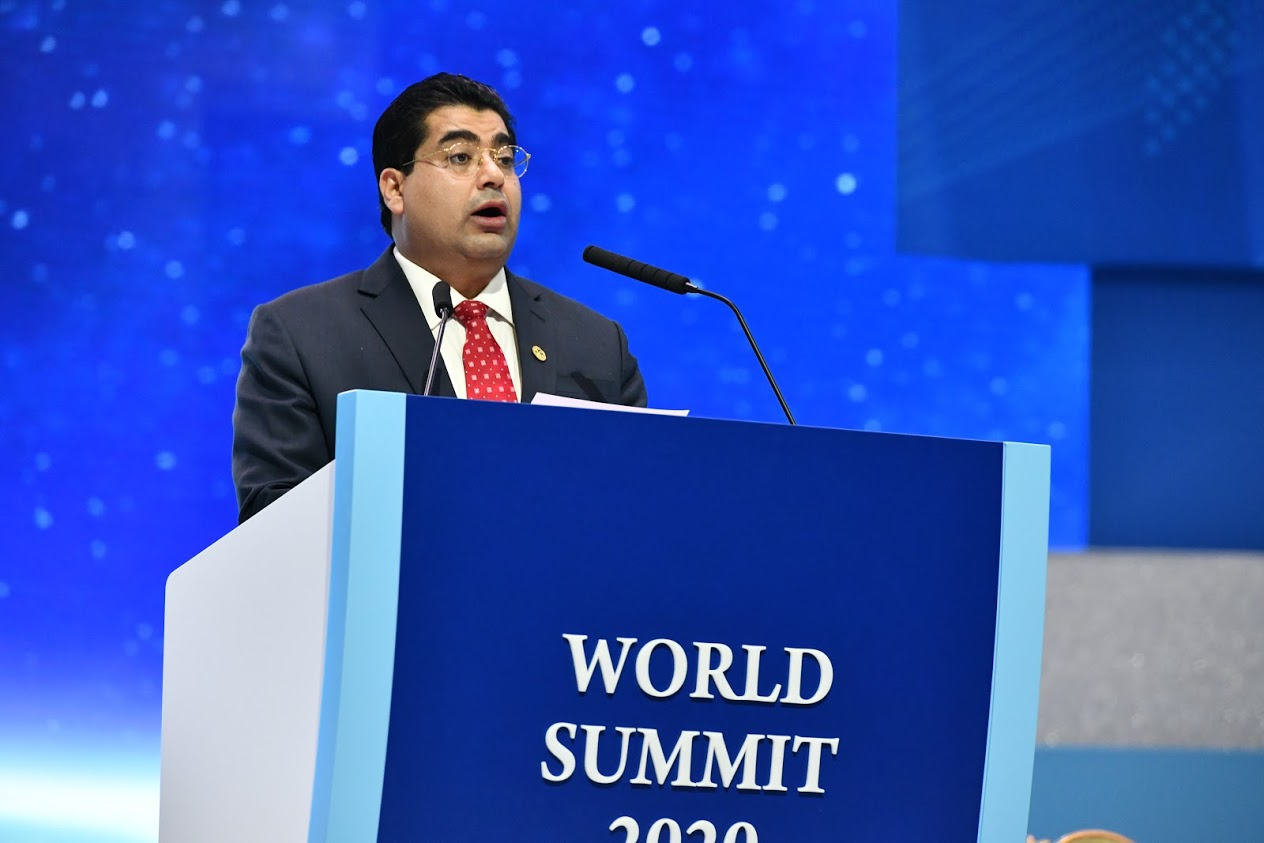
Эк Нат Дхакал, выступление, Всемирный саммит 2020, Сеул, Республика Корея, 2-7 февраля 2020 года

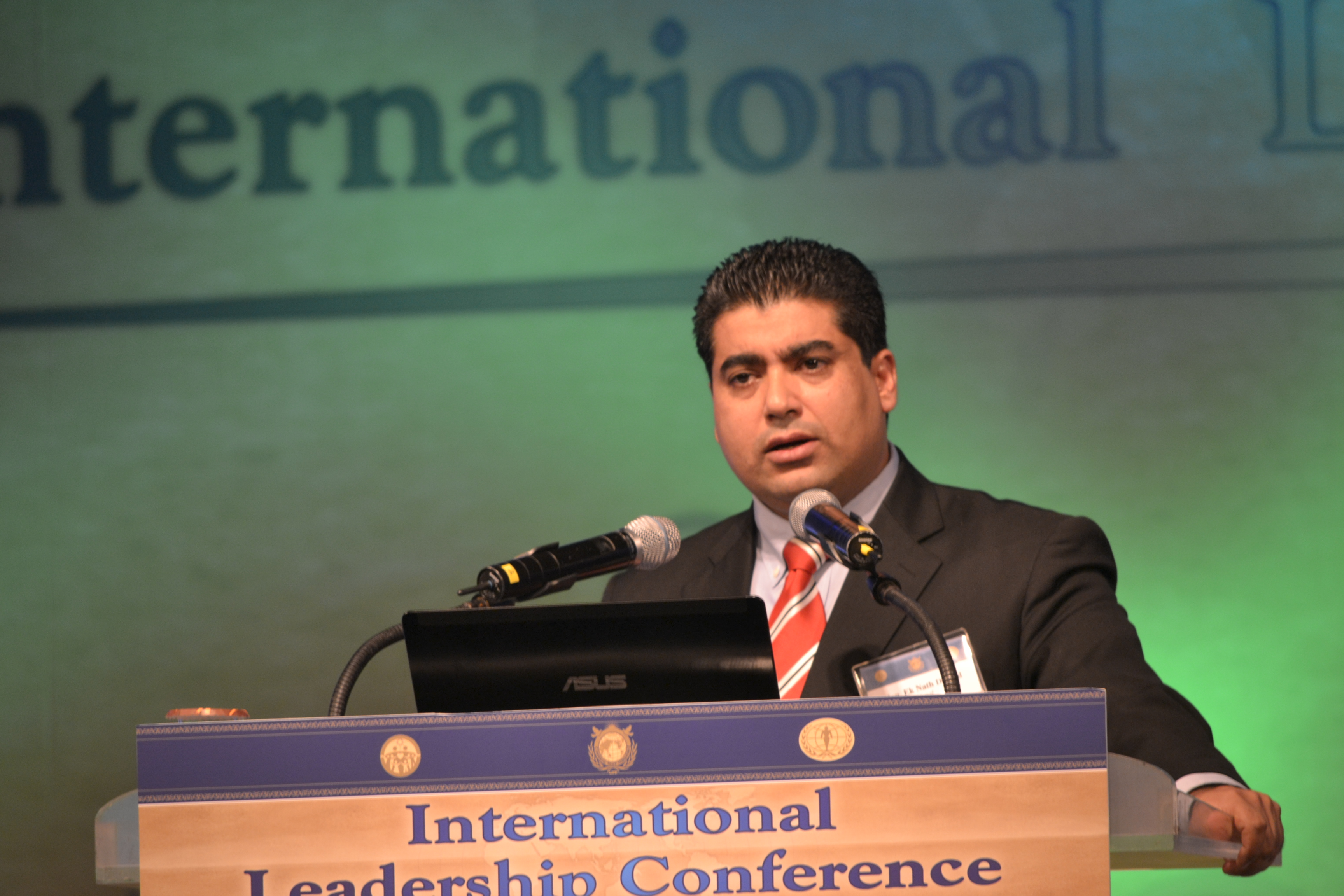
Эк Нат Дхакал, выступление Международная конференция по лидерству, Сеул, Республика Корея, 2013 год

## Политическая карьера
Семейная партия Дхакала критикует политику Непала по образцу индийской партии Аам Адми (AAP), стремясь создать «Новый Непал». 22 ноября 2022 года Дакал переизбран президентом Семейной партии Непала на 3-м генеральном съезде партии, проводимом под лозунгом «Давайте устраним все виды дискриминации: построим культурный, процветающий и инклюзивный Непал». Дхакал избран членом Палаты представителей Федерального парламента Непала в третий раз после всеобщих выборов, состоявшихся 20 ноября 2022 года. Дхакал был номинирован в комитет по международным отношениям и туризму Палаты представителей. 
В 2023 году Дхакал участвовал во встрече с премьер-министром Шри Ланки Динешем Гунаварденой и предложил правительству Шри-Ланки расширить двустороннее сотрудничество с Непалом, особенно в области туризма и общих культурных ценностей. В том же году наряду с официальными лицами из Российской Федерации и КНР он был в числе наблюдателей за парламентскими выборами в Камбодже.

## Семья

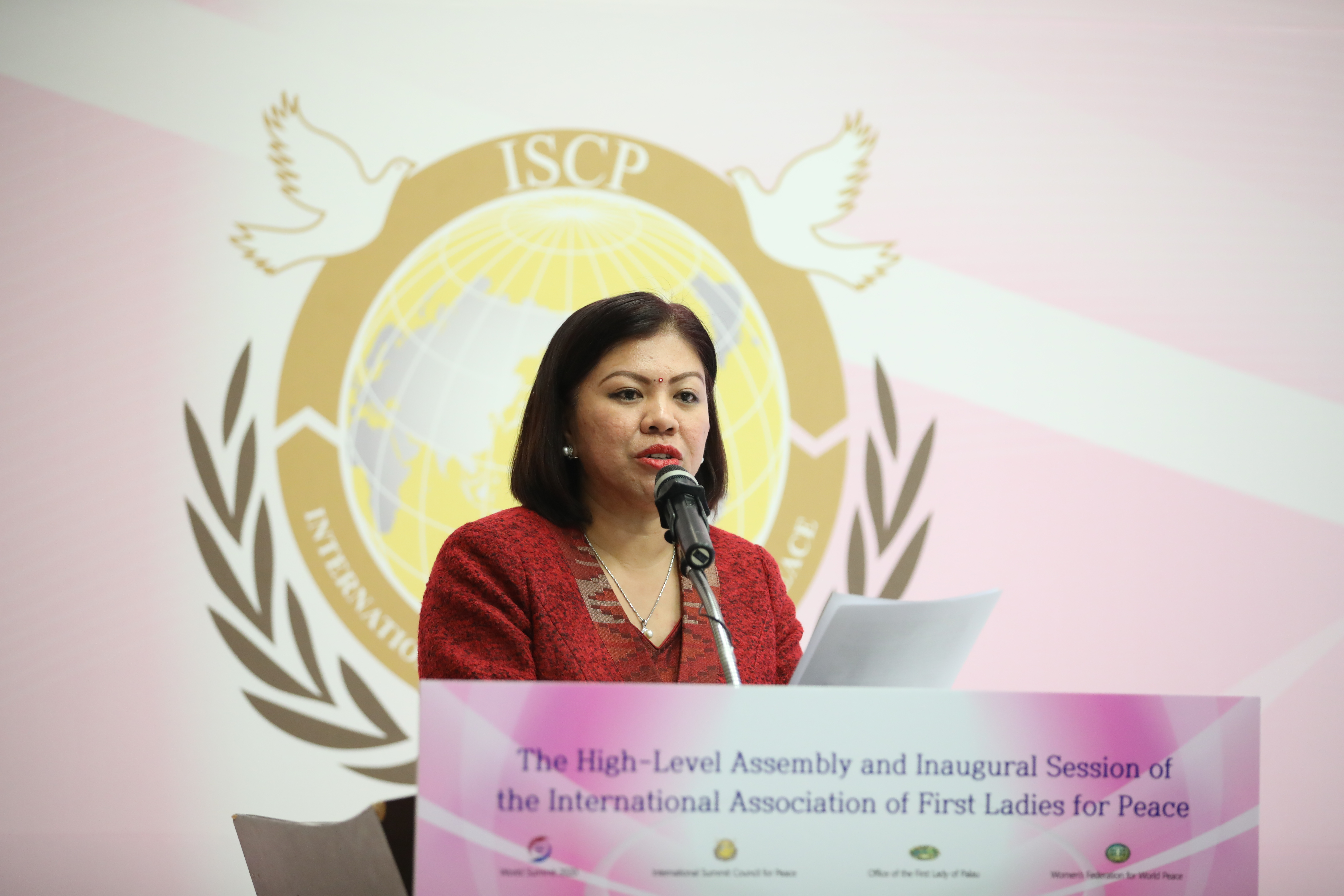
Блесси Дхакал, выступление на заседании Международной ассоциации первых леди за мир, 2020 год

Блесси Дхакал (англ. Blessy Dakkal), супруга Эк Ната Дхакала, является координатором Международной ассоциации первых леди за мир (англ. International Association of First Ladies for Peace, IAFLP, ассоциация в составе Федерации за всеобщий мир).